# Wybory generalne w Kosowie w 1992 roku
Wybory generalne w Kosowie w 1992 roku – wybory prezydenckie i parlamentarne przeprowadzone 24 maja 1992 roku w Republice Kosowa, będące jednocześnie pierwszymi wyborami po proklamacji niepodległości kraju.
Na urząd prezydenta został wybrany jedyny kandydat – Ibrahim Rugova. Zdecydowaną większość mandatów w Zgromadzeniu Kosowa zdobyła Demokratyczna Liga Kosowa (alb. Lidhja Demokratike e Kosovës, skrót: LDK), której Rugova był przewodniczącym.

## Przebieg głosowania
Wybory generalne poprzedzone były proklamowaniem niepodległości Republiki Kosowa oraz uchwaleniem konstytucji w 1990 roku, następnie przeprowadzeniem referendum niepodległościowego w 1991 roku; za niepodległością kraju opowiedziało się prawie 100% głosujących przy 87–procentowej frekwencji.
2 maja 1992 roku odbyło się posiedzenie Zgromadzenia Kosowa, podczas którego zarządzono przeprowadzenie wyborów parlamentarnych. Demokratyczna Liga Kosowa zajęła stanowisko, że celem głosowania nie jest walka o władzę, a odrzucenie jugosłowiańskich rządów w Kosowie; partia ta wystawiła kandydaturę Ibrahima Rugovy na urząd prezydenta Kosowa, poparcia udzieliła mu między innymi Partia Akcji Demokratycznej. Do parlamentu wystartowało 490 kandydatów zgłoszonych przez 22 różne ugrupowania, podczas gdy do obsadzenia było 130 miejsc – 100 deputowanych miało być wybranych zgodnie z ordynacją większościową, natomiast pozostałych 30 według ordynacji proporcjonalnej.
24 maja 1992 roku na terenie Kosowa odbyło się głosowanie, funkcję lokali wyborczych pełniły prywatne domy. Uprawnionych do udziału w wyborach było łącznie ponad 850 tys. osób. Głosowanie trwało od godziny 7 do 19, odbywało się także za granicą, natomiast na terenie Kosowa trwała godzina policyjna; w kilku lokalach wyborczych doszło do interwencji ze strony jugosłowiańskich służb. Wybory były monitorowane przez obserwatorów z Danii, Francji, Niemiec, Norwegii, Stanów Zjednoczonych i Wielkiej Brytanii. Zdecydowaną większość mandatów w Zgromadzeniu Kosowa zdobyła Demokratyczna Liga Kosowa, ponadto nie wszystkie miejsca w parlamencie zostały obsadzone. Prezydentem kraju został Ibrahim Rugova, będąc jedynym kandydatem ubiegającym się o tę funkcję.

## Wyniki wyborów[1]

### Wybory prezydenckie
| Kandydat       | Głosy   | Procent |
| -------------- | ------- | ------- |
| Ibrahim Rugova | 867 557 | 100,00  |
| Głosy nieważne | 3 812   | 0,44    |
| Razem          | 871 369 | 100,00  |

### Wybory parlamentarne
| Komitet wyborczy                                            | Głosy   | Głosy  | Mandaty |
| Komitet wyborczy                                            | Liczba  | %      | Liczba  |
| ----------------------------------------------------------- | ------- | ------ | ------- |
| Demokratyczna Liga Kosowa (LDK)                             | 574 755 | 76,44  | 96      |
| Parlamentarna Partia Kosowa (PPK)                           | 36 594  | 4,86   | 13      |
| Chłopska Partia Kosowa (PFK)                                | 23 682  | 3,15   | 7       |
| Albańska Chrześcijańsko-Demokratyczna Partia Kosowa (PSHDK) | 23 303  | 3,1    | 7       |
| kandydaci niezależni                                        | 24 702  | 3,29   | 2       |
| pozostałe ugrupowania                                       | 68 837  | 9,16   | 0       |
| Ogółem                                                      | 751 873 | 100,00 | 125     |
| Głosy nieważne                                              | 10 384  | 1,22   | –       |
| Frekwencja                                                  | 762 257 | 89,32  | –       |